# Rioseco de Tapia
Rioseco de Tapia ist ein Ort und eine nordspanische Gemeinde mit 399 Einwohnern (Stand: 2024) in der Provinz León und der Region Kastilien-León. Neben dem Hauptort Rioseco de Tapia besteht die Gemeinde aus den Ortschaften Espinosa de la Ribera und Tapia de la Ribera.

## Lage und Klima
Rioseco de Tapia liegt etwa 25 Kilometer nordnordwestlich von León im Nordwesten der Iberischen Meseta in einer Höhe von ca. 955 m. Durch die Gemeinde führt die Autopista AP-66.
Das Klima im Winter ist rau, im Sommer dagegen trocken und warm; der Regen (723 mm/Jahr) fällt überwiegend im Winterhalbjahr.

## Bevölkerungsentwicklung
| Jahr      | 1970 | 1981 | 1991 | 2001 | 2011 | 2021 |
| Einwohner | 1018 | 748  | 643  | 533  | 408  | 387  |

Aufgrund der durch die Mechanisierung der Landwirtschaft und der Aufgabe von bäuerlichen Kleinbetrieben ausgelösten Landflucht ist die Bevölkerung des Dorfes seit der Mitte des 19. Jahrhunderts kontinuierlich gewachsen.

## Sehenswürdigkeiten
- Kirche

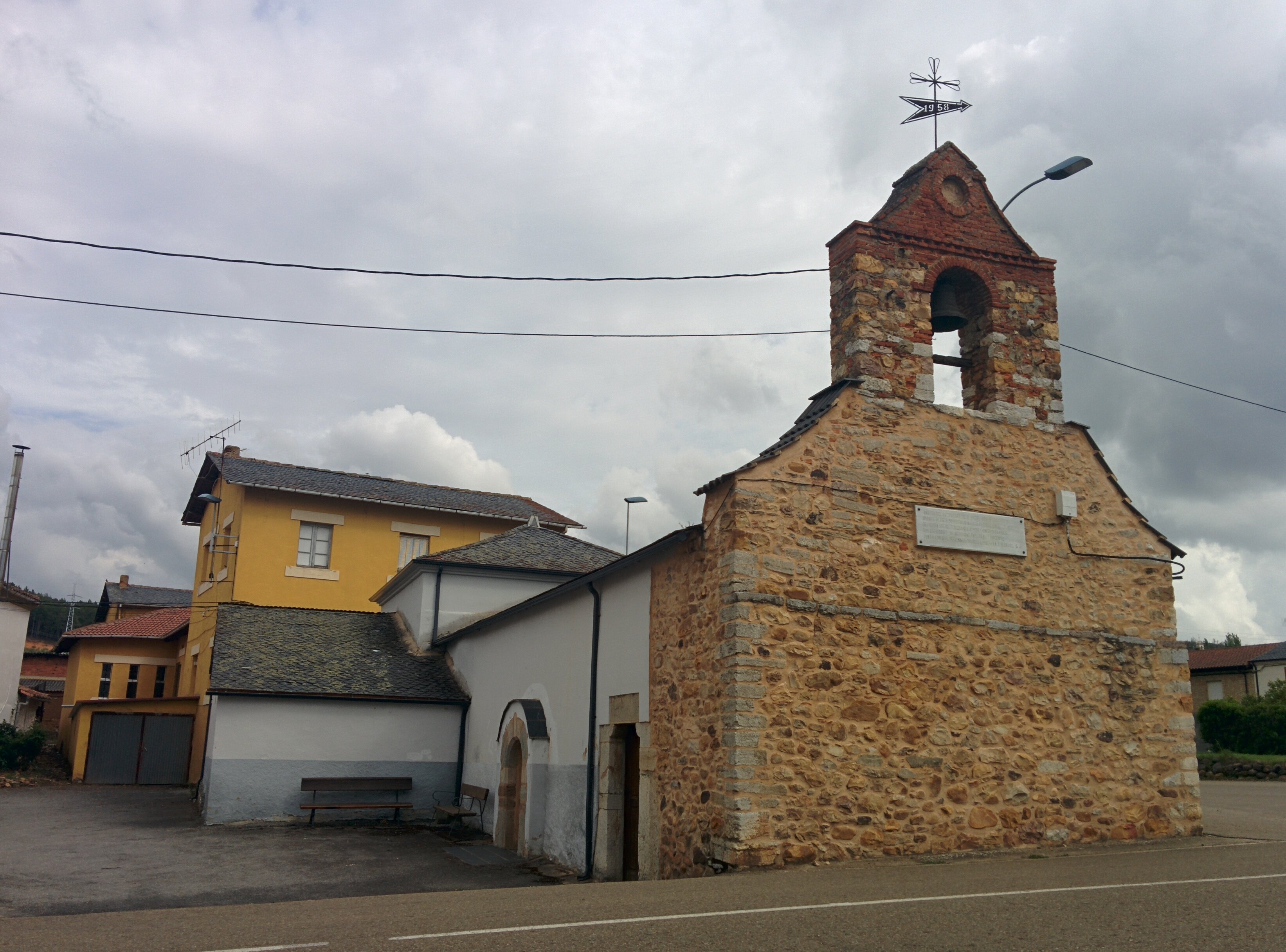
Kapelle
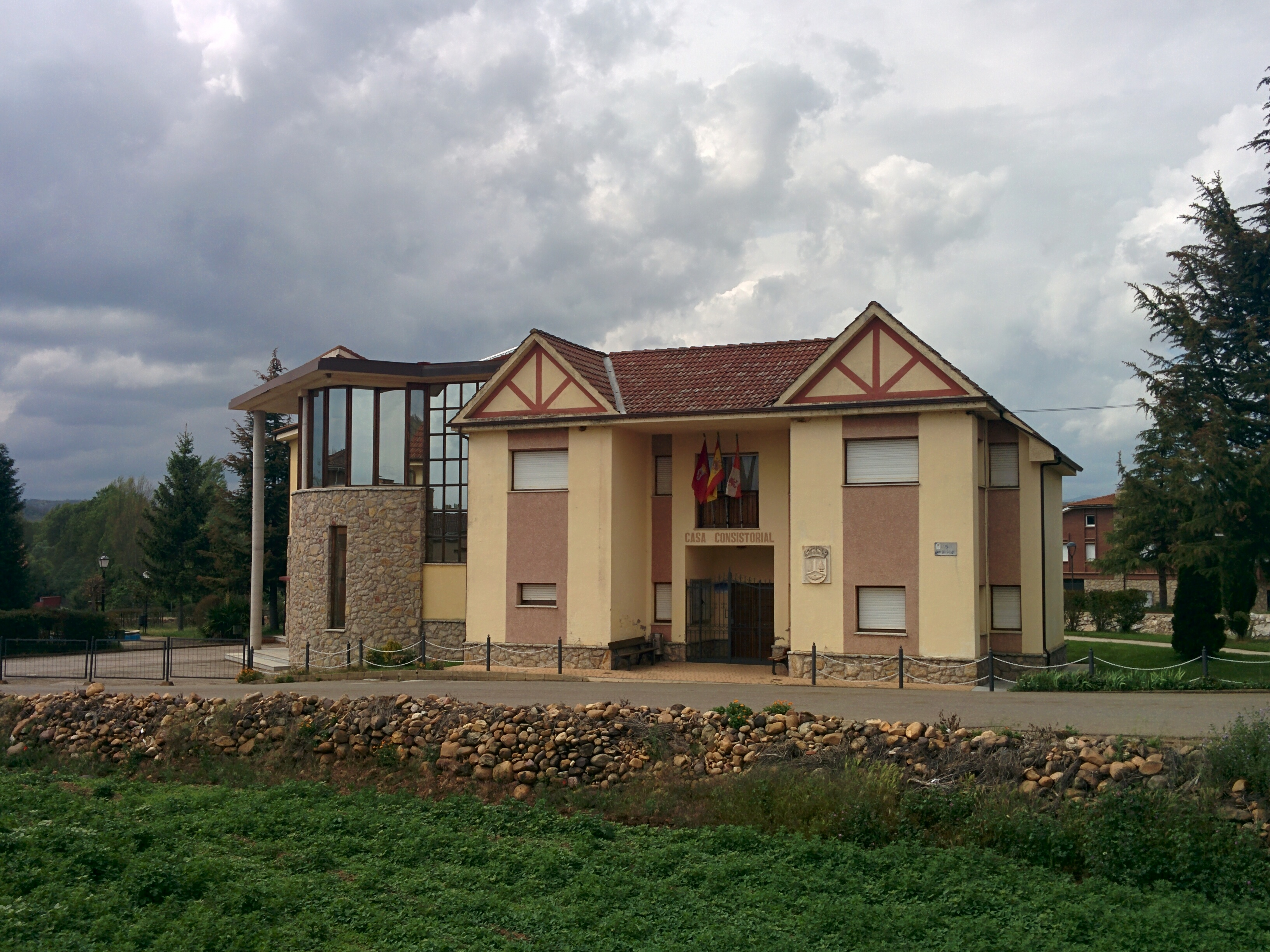
Rathaus